# Убальдини, Роберто
Роберто Убальдини (итал. Roberto Ubaldini; 1581, Флоренция, Великое герцогство Тосканское — 22 апреля 1635, Рим, Папская область) — итальянский куриальный кардинал и епископ Римско-католической церкви. Апостольский нунций во Франции с 20 сентября 1607 по 1616. Епископ Монтепульчиано с 1 октября 1607 по 2 октября 1623. Префект Священной Конгрегации Собора с января 1621 по 22 мая 1623. Камерленго Священной Коллегии кардиналов с 10 января 1628 по 8 января 1629. Кардинал-священник со 2 декабря 1615, с титулом церкви Сан-Маттео-ин-Мерулана с 3 апреля по 3 июля 1617. Кардинал-священник с титулом церкви Санта-Пуденциана с 3 июля 1617 по 17 мая 1621. Кардинал-священник с титулом церкви Сант-Алессио с 17 мая 1621 по 20 августа 1629. Кардинал-священник с титулом церкви Санта-Прасседе с 20 августа 1629.

## Биография
Родился во Флоренции. В 1607 году стал епископом Монтепульчиано. С 1615 года кардинал. В 1621 году стал кардиналом-префектом Священной Конгрегации Собора. Оставил должность в 1623 году вскоре после того, как покинул пост епископа. 